# إيجيابا سيغو
إجيابا سيغو (بالإيطالية: Igiaba Scego) كاتبة وصحفية وناشطة إيطالية (ولدت في 20 مارس 1974 في روما)  من أصل صومالي.

## سيرة شخصية
كان والد سيغو أحد السياسيين الصوماليين البارزين. تخرجت بدرجة البكالوريوس في الأدب الأجنبي في جامعة روما الأولى (لا سابينزا) وكذلك في علم أصول التدريس في جامعة روما الثالثة. في الوقت الحاضر، تقوم بكتابة وبحث الحوار الثقافي والهجرة.

## أعمال
تكتب لمختلف المجلات التي تتعامل مع أدب المهاجرين، ولا سيما كارتا إل جيبلي وميغرا يتميز عملها الذي لا يخلو من المراجع الذاتية، بتوازن دقيق بين حقيقتين ثقافيتين، هما الإيطالية والصومالية.
في عام 2003، فازت بجائزة Eks & Tra للكتاب المهاجرين مع قصتها "Salsicce"، ونشرت روايتها الأولى La nomade che amava Alfred Hitchcock. في 2006 حضرت مهرجان الأدب في مانتوا.
تتعاون سيغو مع صحف مثل لا ريبوبليكا و Il manifesto وتكتب أيضًا لمجلة نيغريدزيا مع عمود من الأخبار والتأمل، «ألوان حواء». في عام 2007 مع Ingy Mubiayi ، قامت بتحرير مجموعة القصص القصيرة Quando nasci è una roulette. و Giovani figli di migranti si raccontano. تحكي قصة سبعة أولاد وبنات من أصل أفريقي، ولدوا في روما من أبوين أجنبيين أو جاءوا إلى إيطاليا عندما كانوا صغارًا: قصة دراستهم وعلاقتهم بالعائلة ومع أقرانهم والدين والعنصرية في إيطاليا الأحلام.

## قائمة المراجع
- La nomade che amava Alfred Hitchcock ، Rome: Edizioni Sinnos، 2003.
- Rhoda ، Rome: Edizioni Sinnos، 2004.
- بيكور نيري. Racconti مع Gabriela Kuruvilla، Ingy Mubiayi، Laila Wadia، Roma-Bari، Laterza، 2005.
- Quando nasci è una roulette. Giovani figli di migranti si raccontano Edizioni Terre di Mezzo، 2007.
- اموري بيكولوري. Racconti ، Roma، edizioni Laterza، 2007.
- Oltre Babilonia ، Donzelli editore، 2008.
- L'albero in Nessuna Pietà ، Salani editore، 2009.
- La mia casa è dove sono ، Rizzoli، 2010. Libro autobiografico che descrive una famiglia dispersa tra Somalia، Gran Bretagna e Italia.[3]
- Roma Negata ، coautrice con Rino Bianchi. اديسي، 2014.
- أدوا ، جيونتي 2015.

## روابط خارجية
- صوتها في مهرجان دي Letteratura من مانتوفا في 6 سبتمبر 2008 الصباح [ رابط نهائي دائم ] و بعد الظهر [ رابط نهائي دائم ] .[ رابط نهائي دائم ][ رابط نهائي دائم ]
- https://web.archive.org/web/20070524022318/http://www.festivaletteratura.it/2006/schedaautore2006.php؟autid=1425
- [http://www.el-ghibli.provincia.bologna.it%5Bوصلة+مكسورة%5D HTTP: //www.el-ghibli.provincia.bologna.it٪5B٪5DHTTP: //www.el-ghibli.provincia.bologna.it٪5B٪5DHTTP: //www.el-ghibli.provincia.bologna.it٪5B٪5D][وصلة مكسورة]